# Bandidos da Falange
Bandidos da Falange é uma minissérie brasileira produzida e exibida pela TV Globo de 10 de janeiro a 4 de fevereiro de 1983, em 20 capítulos.
Escrita por Aguinaldo Silva com a colaboração de Doc Comparato, foi dirigida por Luís Antônio Piá e Jardel Mello.

## Sinopse
Ambientada na Baixada Fluminense e na Zona Sul do Rio de Janeiro,a história é dividida em quatro blocos: "As origens", que se passa em 1975; "A organização", em 1977; "Lutas internas", em 1979; e "A queda", em 1981; mostrando a criação de uma organização criminosa chamada Falange Vermelha, de corrupção policial e de repressão. A trama começa em 1975 com a morte Paulo Alberto, um bandido que deixa para a amante Marluce, um relógio contendo diamantes de seu último roubo. O corrupto policial Tito Lívio e o sério Lucena, são encarregados de encontrarem as joias. Paralelamente no Presídio de Ilha Grande, está detido Jorge Fernando, primo de Paulo Alberto que deseja reaver os diamantes e agora comanda a facção. Enquanto está atrás de Marluce, Tito Lívio tem sido investigado pelo promotor Álvaro, e posteriormente é preso em Ilha Grande. Lá mata Jorge Fernando e assume o comando da Falange; Junior, filho de Pinheiro de Melo, dono de uma agência de carros de fachada e traficante de armas; é nomeado o novo chefe da organização já enfraquecida.
A minissérie também mostra caso do manobrista Valdir que acaba preso em Ilha Grande, acusado de roubar a garagem em que trabalha; porém o crime é cometido por Bira, braço direito de Jorge Fernando, enquanto vivo. Após saber da notícia pelos jornais, Bira procura Glória, esposa de Valdir para ajudá-la, mas Valdir mata Jacaré no presídio piorando a situação de Valdir. Ao final e passados seis anos, Lucena descobre identifica Marluce, como amante de Paulo Alberto, mas esta fugindo da perseguição policial, por causa dos diamantes, joga-os do alto da Ponte Rio-Niterói.

## Elenco
| Interprete       | Personagem            |
| ---------------- | --------------------- |
| Betty Faria      | Marluce               |
| José Wilker      | Tito Lívio            |
| Stênio Garcia    | Lucena                |
| Gracindo Júnior  | Álvaro                |
| Tânia Alves      | Glória                |
| José Dumont      | Valdir                |
| Roberto Bomfim   | Bira                  |
| Arnaud Rodrigues | Gaguinho              |
| Yolanda Cardoso  | Dona Neném            |
| Jonas Bloch      | Gilberto              |
| Maria Padilha    | Kátia                 |
| Francisco Milani | Dr. Pinheiro de Lemos |
| Júlio Braga      | Júnior                |
| Marieta Severo   | Denise                |
| José Mayer       | Jorge Fernando        |
| Léa Garcia       | Gláucia               |
| Ruy Rezende      | Lídio (Mendigo)       |
| Heloísa Arruda   | Silvia                |
| Angela Valério   | Rita                  |
| Meiry Vieira     | Espanhola             |

### Participações especiais
| Interprete         | Personagem            |
| ------------------ | --------------------- |
| Nuno Leal Maia     | Paulo Alberto         |
| Arthur Costa Filho | Alberto               |
| Isolda Cresta      | Alzira (mãe de Rita)  |
| Catalina Bonaky    | Cida                  |
| Maria Gladys       | Soninha               |
| Vinícius Salvatori | William               |
| Ivan Setta         | Souza                 |
| Ivo Fernando       | Arnaldo               |
| Gilson Moura       | Jacaré                |
| Jaime Leibovitch   | Companheiro de prisão |
| Aldo Delano        |                       |
| Antônio Pitanga    |                       |
| Evandro Leandro    |                       |
| Jesus Chediak      |                       |
| Joel Silva         |                       |
| Kakau Balbino      |                       |
| Newton Martins     |                       |
| Paulo Mattos       |                       |
| Sílvio Fróes       |                       |

## Produção
Inicialmente prevista para estrear em agosto de 1982, teve de esperar cinco meses por causa da censura, indo ar com cortes. Foi a volta da atriz Marieta Severo a TV como Denise mulher do bandido Paulo Alberto e amante do corrupto Tito Lívio, após 13 anos afastada em solidariedade ao seu marido na época, Chico Buarque. Mais de 200 locações foram usadas para as gravações, como Itacuruçá, Jacarepaguá, o Presídio Vicente Piragibe, entre outros. Foi a estreia de José Mayer como ator, tendo antes feito a voz do Burro Falante do Sítio do Picapau Amarelo.

## Exibição
Foi reapresentada numa edição especial em fevereiro de 1984, em formato compacto de 10 capítulos.